# Томи Чонг
Томас Би Кин Чонг (енгл. Thomas B. Kin Chong; Едмонтон, Алберта, 24. мај 1938) канадско-амерички је комичар, глумац и музичар најпознатији као Чонг из комичарског дуета са Чич Марином, Чич и Чонг.
Познат је по својим комичним албумима Чич и Чонг са темом марихуане и филмовима са Чич Марином, као и по игрању лика Леа у Фоксовој серији Веселе седамдесете. Постао је натурализовани држављанин Сједињених Држава крајем 1980-их.
Такође је глумио у филмовима Жутобради (1983), Far Out Man (1990), National Lampoon's Senior Trip (1995), МeкХејлова морнарица (1997), Неодољиве будале (1998), Џеј и Тихи Боб рибут (2019) и Зоотрополис — град животиња (2016).